# (939) Isberga
(939) Isberga és un asteroide del cinturó d'asteroides descobert per l'astrònom aleman Karl Wilhelm Reinmuth el 4 d'octubre de 1920 des de l'observatori d'Heidelberg-Königstuhl, Königstuhl, Heidelberg (Alemanya). Pertany a la família Flora.
Possiblement va ser nomenat amb el nom d'una noia de l'almanac Lahrer Hinkender Bot.
S'estima que té un diàmetre de 10,39 km. La seva distància mínima d'intersecció de l'òrbita terrestre és de 0,84109 UA. El seu TJ és de 3,608.
Isberga gira ràpidament, amb un període de rotació de 2,9173 hores. També se sospita que és un asteroide binari a causa d'una segona periodicitat observada en la seva corba de llum entre el 24 de febrer fins al 4 de març de 2006. Té una variació de lluentor de 12,08 de magnitud absoluta.